# Ереси о динозаврах
«Ереси о динозаврах: Новые теории, раскрывающие тайны динозавров и их вымирания» (англ. The Dinosaur Heresies. New Theories Unlocking the Mystery of the Dinosaurs and Their Extinction) — книга по палеонтологии, написанная Робертом Бэккером в 1986 году.
Книга резюмирует дошедшие до нас свидетельства того, что динозавры, вместо того чтобы быть холоднокровными и полностью ящероподобными, на самом деле теплокровные, ловкие существа, больше похожие на современных птиц, чем на ящериц и прочих рептилий. Хотя в 1986 году публикация вызвала множество споров, с течением времени утверждения Бэккера подтвердились, и многое из «Ересей о динозаврах» теперь представляет собой преобладающее мнение в палеонтологических кругах (хотя некоторые моменты уже устарели).
Основные аргументы, используемые, чтобы показать, что динозавры были теплокровные:
- Почти все современные двуногие животные являются теплокровными, а динозавры были прямоходящими.
- Сердце теплокровных животных может перекачивать кровь гораздо более эффективно, чем сердце холоднокровных животных. Таким образом, гигантский Brachiosaurus должен был иметь строение сердца, сходное с теплокровными животными, для того, чтобы перекачивать кровь вверх к голове.
- Динозавры, такие как Deinonychus, вели очень активный образ жизни, что гораздо более совместимо с теплокровным животным.
- Некоторые динозавры жили в северных широтах, где невозможно обитание холоднокровных.
- Быстрые темпы видообразования и эволюции, найденные у динозавров, характерны для теплокровных животных и нетипичны для холоднокровных.
- Птицы являются теплокровными. Птицы произошли от динозавров, поэтому изменение на теплокровный метаболизм должно было произойти в определённый момент; есть гораздо больше изменений между динозаврами и их предками, архозаврами, чем между динозаврами и птицами.
- Теплокровный метаболизм даёт эволюционные преимущества высшим хищникам и крупным травоядным; если динозавры не были теплокровными, должны быть ископаемые свидетельства развития млекопитающих, занимающих экологические ниши. Таких доказательств не существует; на самом деле млекопитающие к концу мелового периода становятся меньше и меньше по размеру относительно синапсидных предков.
- Динозавры росли быстро, доказательства чего можно найти при наблюдении сечений на их костях.